# Ernst Kapp
Ernst Kapp fue un geógrafo, filósofo y educador alemán. Es uno de los representantes principales de la escuela Karl Ritter.

## Biografía
Nació el 15 de octubre de 1808 en la ciudad bávara de Ludwigstadt Alta Franconia, Alemania. Fue el más joven de doce hermanos, sus padres murieron cuando él tenía seis años. Su hermano Friedrich Kapp (1792 - 1866) se encargó de su educación. Entre 1824 y 1828 estudio filología en la Universidad de Bonn, dedicándose a la interpretación de textos griegos y latinos. Entre 1828 y 1830 fue maestro en Hamm, donde su hermano Friedrich era director (1823 - 1852). En 1830, consiguió su PhD en historia con el trabajo titulado De re navali Atheniensium sobre la hegemonía ateniense entre 900 y 400 a. C., en donde fundamenta la hegemonía marítima en la manera en que se financió la flota ateniense.
Desde 1830 hasta 1849 fue profesor en Minden. Su escrito de 1833 llamado Leitfaden beim ersten Schulunterricht in der Geschichte und Geographie ('Guía de las primeras lecciones escolares de historia y geografía') fue innovador, recibiendo varias reediciones hasta 1870, en donde Kapp describe como la humanidad aprendió a obrar sobre la Tierra y como se perfeccionó su conocimiento sobre ella. Kapp probó ser un estudioso de Karl Ritter y de Georg Wilhelm Friedrich Hegel. En Philosophische oder vergleichende Erdkunde ('Geografía filosófica o comparativa') de 1845 mostraba como la humanidad en diferentes tiempos y lugares fue condicionada por su entorno natural. Por ejemplo, Kapp suponía que la cultura jerárquica de China se explica por sus condiciones naturales cerradas. Por el contrario, el carácter europeo es abierto por su apertura al mar, siendo ésta también la causa del dominio europeo. En sus primeras publicaciones Kapp no deja de tener en la mira muchos de los avances en la economía y la tecnología de la sociedad occidental.
Durante su vida en Minden se comprometió políticamente, inevitable en aquella época, porque la pobreza y la represión política era común en Prusia, así como en muchos otros países europeos durante la primera mitad del siglo XIX. Kapp fue un federalista democrático, y esto era sospechoso para la clase dirigente. En 1848 fue dado de baja por problemas de salud y en 1849 forzado a retirarse. Su Der constitutie Despotismus und die Konstitutionelle Freiheit ('Despotismo de la Constitución y libertad constitucional') publicada en 1849, le causó muchos problemas, emigrando en ese mismo año a Texas, y su familia lo alcanzó un año después, en 1850. Kapp creía en una concepción orgánica del Estado en el que todos los roles tenían influencia. Poco antes de emigrar, terminó un libro sobre la hidroterapia de J.H. Rausse publicado en 1850.
El 16 de diciembre de 1833 Kapp se casa con Ida Cappel (1808 - 1891) con quien tuvo cinco hijos: Lisette Amalie Emile Antonie (1835), Alfred Franz Friedrich Gustav (1836), Julie Emma Johanna Amalie (1840), Hedwig Elisabeth Ida (1843) y Johann Georg Wolfgang (1846).
Entre 1849 y 1867 Kapp vivió junto a su familia en Texas, como agricultor y ganadero. Construyeron su propia casa, sembraron la tierra, mantuvieron el ganado y aprendieron a forjar y manipular herramientas de cultivo. Kapp comenta que vivían como dioses. Junto con otros intelectuales alemanes que habían emigrado fundaron Lateinsche Kolonie. En conjunto colocaron en práctica sus orientaciones sobre la educación, literatura, ciencia, filosofía y forma de vida saludable, y Kapp construyó un centro de hidroterapia.
Durante la Guerra Civil (1861 - 1865) ellos estuvieron del lado de los abolicionistas. Kapp presidía la asociación Bund freier Männer ('Liga de hombres libres') y junto con sus compatriotas pasaron malos tiempos en aquella época en el sur de Estados Unidos. Fueron obligados a vender su órgano de difusión al San Antonio Zeitung.
Fue uno de los primeros librepensadores alemanes establecidos en Sisterdale, Texas. En 1853 fue elegido presidente de la organización librepensadora abolicionista Die Freie Verein, por lo que fue llamado a un encuentro con los abolicionistas alemanes en Texas el 14 de mayo de 1854, donde se realizó además un festival de canto. La convención adoptó un programa social, político y religioso que incluía:

1. Paga Igual para trabajo igual;
2. Elección directa del Presidente de los Estados Unidos;
3. Abolición de la pena capital;
4. La esclavitud es un mal, su abolición es un requisito  de los principios democráticos...;
5. Escuelas libres – incluyendo universidades - asistidas económicamente por el Estado, sin influencia religiosa; y
6. Separación total de la iglesia y el Estado.

En 1867 Ida y Hedwig Kapp regresaron a Alemania para una visita familiar. Y Kapp enfermo prefirió no regresar, estableciéndose en Düsseldorf, Westfalen. Viajar a su edad, a los 59 años, en un barco de vela en el que las condiciones del clima en alta mar complicaban el viaje junto con imposibilidad de comer y beber agua fresca podrían deteriorar su salud definitivamente. En Düsseldorf se dedicó a Privatdozent.
Antes de su muerte reedita su libro de 1845 con el nombre de Verglichende allgemeine Erdkunde in wissenschftlicher Darstellun ('Comparación de la geografía general en la presentación científica'). Además, en 1868 publicó algunos comentarios sobre sus libros, y en 1877 publicó Grundlinen einer Philosophie der Technik ('Conceptos básicos de una filosofía de la tecnología'), texto fundamental de la Filosofía de la Tecnología. Murió el 30 de enero de 1896.

### Obra
- Hellas, historische Bilder für den Jugend Unterricht (Miden 1833)
- Leitfaden beim ersten Schulunterricht in der Geschichte und Geographie (1833)
- Philosophische oder vergleichende Erdkunde (1845)
- Der constitutie Despotismus und die Konstitutionelle Freiheit (1849)
- Vergleichende allgemeine Erdkunde in wissenschaftlicher Darstellung (1868)
- Grundlinen einer Philosophie der Technik (1877)